# سیارک ۳۰۸۵۰
سیارک ۳۰۸۵۰ (به انگلیسی: 30850 Vonsiemens، نامگذاری:1991TN2) سی هزار و هشتصد و پنجاهمین سیارک کشف شده‌است که در ۷ اکتبر ۱۹۹۱ کشف شد.